# Слідами Карабаїра
«Слідами Карабаїра» — радянський художній фільм 1979 року, знятий режисером Рафаелем Гаспарянцем на Північно-осетинській студії телефільмів.

## Сюжет
За однойменним романом Рашида Кешокова. Радянська міліція бореться з бандитизмом, допомагаючи кавказькій бідноті йти важким шляхом у світле майбутнє.

## У ролях
- Дагун Омаєв — Жунід Шукаєв
- Руслан Фіров — Руслан
- Маїрбек Абаєв — Муталіб Акбашев (озвучив Олександр Вокач)
- Муса Дудаєв — Тау
- Барасбі Мулаєв — Асфар Унароков(озвучив Юрій Саранцев)
- Ах'яд Гайтукаєв — Газіз Дзибов
- Маїрбек Цихієв — Дибагов, начальник управління (озвучив Олексій Сафонов)
- Лом-Алі Хациєв — Ісаков (озвучив Артур Карапетян)
- Коста Сланов — Хахан Зафесов
- Алі Тухужев — мулла
- Борис Дружнов — Денисов
- Давид Габараєв — Азамат Мамакаєв
- Альві Денієв — Якуб Сіюхов, об'їзник
- Анатолій Шихалієв — Махмуд Коблєв
- Коста Бірагов — Туков
- Азрет Тхазапліжев — Дзарахмат
- А. Тедеєв — Мустафа
- Жорж Гасінов — Таліб Бічоєв
- Валерій Балкізов — епізод
- Х. Булгучов — епізод
- В. Кокаєв — епізод
- В. Дзоблаєв — епізод
- Султан Каздохов — епізод
- А. Пономарьов — епізод
- Мухарбі Сонов — епізод
- Аким Салбієв — епізод
- Алан Тогузов — Кучук
- Зоя Махієва — Асіят Єганова, мати Мурата
- Н. Хубаєв — епізод
- Казіма Еркенова — епізод
- А. Цибіров — Мурат Єганов
- Басір Шибзухов — епізод
- В. Біджелов — епізод
- Дзерасса Гасінова — дочка Таліба
- Мухадін Ульбашев — епізод

## Знімальна група
- Режисер — Рафаель Гаспарянц
- Сценаристи — Рашид Кешоков, Ігор Притула, Володимир Файнберг
- Оператор — Михайло Немисський
- Композитор — Мурад Кажлаєв
- Художник — Олександр Діхтяр